# Königreich Gomma
Das Königreich Gomma war eines von mehreren Königreichen, die sich im 19. Jahrhundert in der Region Gibe im heutigen Äthiopien bildeten. 
Im Norden wurde es von Limmu-Ennarea, im Westen von Gumma, im Süden von Gera und im Osten von Jimma begrenzt. Die Hauptstadt war Haggaro.
Dieses ehemalige Königreich lag größtenteils in einem sanften Tal und besaß im Jahr 1880 eine Bevölkerung von etwa 15.000 bis 16.000 Menschen. Das Gebiet entsprach in etwa der heutigen Woreda Gomma. Beckingham und Huntingford glauben, dass Gomma zusammen mit Gumma das wirtschaftlich schwächste der Gibe Königreiche war. Dem widerspricht Mohammed Hassen, indem er schreibt: "die Menschen von Gomma konzentrierten sich gänzlich auf die Landwirtschaft und waren dadurch als hochzivilisiertes Volk angesehen.
Im Königreich Gomma befanden sich auch zwei Hügel: Sinka und Bemba. Letzterer wurde auch als Kella Egdu Biya oder "Tor der Landbeobachtung" bezeichnet. Beide Hügel galten im Heidentum der Oromo als heilig. Dort wohnten Propheten zusammen mit großen Schlangen. Den Nachkommen dieser Schlangen opfern die Oromo Bier und Ziegenblut um ihre Krankheiten zu lindern.

## Geschichte
Mohammed Hassen stellt fest, dass nur wenig schriftlich festgehaltene Informationen der frühen Geschichte Gommas existieren und, dass diese verwirrend erscheinen.
Beckingham und Huntingford verfolgen die Gründung von Gomma zurück bis hin zu einem Wundertäter namens Nur Husain oder Wariko, der aus Mogadischu stammen soll. Sie spekulieren, dass diese sagenhaft anmutende Gestalt möglicherweise einer Verwechslung mit dem besser bekannten Scheich Husein entspringt, dessen Grab sich unweit des Shebeli-Flusses befindet. Gleichzeitig stellen sie dazu jedoch fest, dass Cecchi angibt das Grab Warikos liege am Ufer des Didessa und sei ein Objekt der Verehrung.
Hassen erklärt die Geschichte über Nur Husain damit, dass Gomma der erste Staat in der Region Gibe war in dem der Islam zum Glauben des gesamten Volkes wurde.
Trimingham gibt an, dass Gomma das erste der Gibe Königreiche war, welches zum Islam übertrat. Er zitiert Major G.W. Harris, der schreibt, dass ab 1841 "in Gomma the Moslem faith is universal" (in Gomma der muslimische Glaube universell war). Im Jahr 1886 wurde das Königreich durch Besha Abue im Auftrag des Kaisers Menelik II. erobert.